# 2020年北印度洋氣旋季
2020年北印度洋氣旋季，泛指在2020年全年內的任何時間，於北印度洋水域所產生的熱帶氣旋。雖然有關方面並沒有設下本颱風季的指定期限，但大部份北印度洋的熱帶氣旋通常都會於四月至十二月期間形成。
本條目的範圍僅侷限於北印度洋水域。在北印度洋產生的氣旋風暴是由隶属于印度地球科学部的印度氣象局新德里氣旋中心命名，而在該地區的熱帶低氣壓的編號都以 A/B 字母作結。
2020年北印度洋气旋所造成的经济损失程度相当极高，大部分都是由气旋安攀引起。标志着2020年成为有纪录以来造成经济损失最多的北印度洋气旋季。
在香港天文台的天氣圖上也包括東北印度洋地區，若有熱帶氣旋形成，則採用世界氣象組織級別法，最高強度都稱之為「超強颱風」，所有風暴都是無命名的。
（以下各氣旋風暴資訊以氣旋風暴存在期間的最強形態為名稱。）

## 已被國際命名的熱帶氣旋
自2020年北印度洋氣旋季開始以來，本氣旋季總共產生了以下熱帶氣旋。

### 超級氣旋風暴安攀（Amphan）
5月12日，孟加拉灣新發展出的一個低壓在併吞熱帶擾動90B的殘留雲系後獲得美國海軍研究實驗室的臨時編號91B，該擾動在獲得編號當下，低層環流中心仍然裸露，經過了兩天的整合後，新發展出的對流才修補系統的低層環流中心，並於14日獲得聯合颱風警報中心的擾動發展評級，當時的評級為「低」。
15日，聯合颱風警報中心將評級升為「中」，並於當日下午6時升為「高」，並發布熱帶氣旋形成警報，翌日上午，印度氣象局給予其編號BOB 01，評價為低氣壓。下午2時，聯合颱風警報中心將其升格為熱帶風暴，給予其正式編號01B。晚間8時，印度氣象局將其升格為強低氣壓，並於晚間11時升格為氣旋風暴，命名為安攀（Amphan）。
17日，安攀開始鞏固其中心密集雲團，並於下午發展出雲捲風眼，下午2時，聯合颱風警報中心將其升格為一級熱帶氣旋，晚間8時，印度氣象局將其升格為特強氣旋風暴。深夜，安攀的中心位置發展出一個中等大小的風眼並開始塌陷。翌日凌晨2時，聯合颱風警報中心直接將其升格為四級熱帶氣旋。上午9時，印度氣象局將其升格為極強氣旋風暴。
18日下午2時，聯合颱風警報中心將其升格為五級熱帶氣旋。下午6時，印度氣象局將其升格為超級氣旋風暴。
19日凌晨2時，聯合颱風警報中心將其降格為四級熱帶氣旋。
事後報告中，印度氣象局將其巔峰上調至130節(每小時240公里)氣壓下調至920百帕。

### 強烈氣旋風暴尼薩爾加（Nisarga）
5月30日，一個低壓在印度以西形成，美國海軍研究實驗室給予擾動編號93A。
5月31日凌晨，聯合颱風警報中心給予發展評級「低」。下午，聯合颱風警報中心將評級升為「中」。
6月1日下午，印度氣象局給予其編號ARB 02，評價為低氣壓。晚間聯合颱風警報中心將評級升為「高」，並發布熱帶氣旋形成警報。
6月2日下午，印度氣象局將其升格為氣旋風暴，並命名為尼薩爾加（Nisarga）。當晚，尼薩爾加便已經發展出雲捲風眼。
6月3日凌晨2時，聯合颱風警報中心將其升格為熱帶風暴，給予熱帶氣旋編號02A。
事後報告中，印度氣象局將其巔峰上調至60節(每小時110公里)氣壓下調至984百帕。隔年9月15日聯合颱風警報中心發布的最佳路徑中，將其上調至85節（每小時155公里）。

### 特強氣旋風暴加蒂（Gati）
11月19日，一個低壓在索科特拉島以東形成。
11月22日凌晨，微波雲圖顯示ARB 04已經發展出眼牆，顯示其正在快速增強，凌晨2時，印度氣象局給予其編號ARB 04，評價為低氣壓，不久後，聯合颱風警報中心將其升格為熱帶風暴，給予正式編號03A。到了上午，系統發展出一雲捲風眼，並逐漸轉為一風眼，上午8時，聯合颱風警報中心把風速升至40節(每小時75公里)，而印度氣象局直至上午11時才將其升格為強低氣壓，不久後，聯合颱風警報中心重新分析其結構，並將上午8時之定強改為50節(每小時95公里)。中午12時，系統的風眼開始快速清空，聯合颱風警報中心在下午1時將其升格為二級熱帶氣旋，並把上午8時之定強改為一級熱帶氣旋(65節，每小時120公里)。下午2時30分，聯合颱風警報中心將其強度修改為三級熱帶氣旋(100節，每小時185公里)，並把上午8時之定強下調為熱帶風暴(60節，每小時110公里)。下午3時，印度氣象局才終於將此系統升格為氣旋風暴，並命名為加提(Gati)。下午5時，印度氣象局將其升格為強烈氣旋風暴。下午8時，印度氣象局將其升格為特強氣旋風暴。
11月23日印度氣象局表示加蒂於凌晨在索馬利亞登陸。

### 特強氣旋風暴尼瓦爾（Nivar）
11月21日，一個低壓在印度欽奈東南部形成，美國海軍研究實驗室給予擾動編號97B。
11月23日上午，印度氣象局給予其編號BOB 04，評價為低氣壓。
11月24日上午，印度氣象局將其升格為氣旋風暴，並命名為尼瓦爾（Nivar）。
11月25日下午7時，印度氣象局將其升格為特強氣旋風暴。
11月26日印度氣象局表示尼瓦爾於凌晨3時5分在印度泰米尔纳德邦的本地治里附近沿海登陸，造成至少5人死亡。

### 氣旋風暴布列維（Burevi）
11月28日，一個低壓在印度欽奈東南偏西形成，美國海軍研究實驗室給予擾動編號98B。
11月30日上午，印度氣象局給予其編號BOB 05，評價為低氣壓。
12月1日上午11時，印度氣象局將其升格為強低氣壓。晚間11時，印度氣象局將其升格為氣旋風暴，並命名為布列維（Burevi）。
12月3日下午，印度氣象局將其降格為強低氣壓。
12月5日上午，印度氣象局將其降格為低氣壓。下午4時30分，印度氣象局將其降格為結構良好的低壓區。

## 未被國際命名的熱帶氣旋

### 低氣壓ARB 01
5月27日，一個低壓在葉門東部近海形成，美國海軍研究實驗室給予擾動編號92A。晚間，聯合颱風警報中心給予發展評級「低」。
5月29日凌晨，聯合颱風警報中心將評級升為「中」。晚間，印度氣象局給予其編號ARB 01，評價為低氣壓。系統於不久後登陸阿曼。

### 強低氣壓BOB 02
10月11日上午，印度氣象局給予其編號BOB 02，評價為低氣壓。
10月12日下午4時，印度氣象局將其升格為強低氣壓。
10月13日初時，系統在印度安德拉邦卡基納達（Kakinada） 附近沿海登陸，不久後减弱為低氣壓。
10月14日黃昏，系統在馬哈拉施特拉邦中南部减弱為結構良好的低壓區。其殘餘低壓最終在阿拉伯海重新發展成低氣壓ARB 03。

### 低氣壓ARB 03
強低氣壓BOB 02的殘餘低壓在阿拉伯海重新發展。10月17日，印度氣象局給予其編號ARB 03，評價為低氣壓。
10月19日上午，印度氣象局將其降格為低壓區。

### 低氣壓BOB 03
10月20日，一個低壓在孟加拉灣中部形成，美國海軍研究實驗室給予擾動編號93B。
10月22日上午，印度氣象局給予其編號BOB 03，評價為低氣壓。
10月24日，印度氣象局將其降格為低壓區。

## 2020年風暴名單
熱帶氣旋一旦在孟加拉灣或阿拉伯海增強為氣旋風暴後，印度氣象局就會給予名字，而較往年不同的是，本年度會使用到兩個版本的命名表，第一個使用的名字是第一代的最後一個名字「Amphan」，第二個達到氣旋風暴等級的系統將開始使用第二代的「Nisarga」

### 第一世代命名表
北印度洋的熱帶氣旋命名工作由印度氣象局負責，名字是根據以下名單而定，不按年度劃分。風暴名字是由8個國家各自提交8個名稱，並以該國英文名稱按字母順序排列。之前使用過的與本年未用名稱以灰色表示，黑體字表示該年已經使用過。
| 提供國家 | 名稱    | 名稱     | 名稱    | 名稱    |
| 提供國家 | 第1組   | 第2組    | 第3組   | 第4組   |
| -------- | ------- | -------- | ------- | ------- |
| 孟加拉國 | Onil    | Ogni     | Nisha   | Giri    |
| 印度     | Agni    | Akash    | Bijli   | Jal     |
| 馬爾代夫 | Hibaru  | Gonu     | Aila    | Keila   |
| 緬甸     | Pyarr   | Yemyin   | Phyan   | Thane   |
| 阿曼     | Baaz    | Sidr     | Ward    | Murjan  |
| 巴基斯坦 | Fanoos  | Nargis   | Laila   | Nilam   |
| 斯里蘭卡 | Mala    | Rashmi   | Bandu   | Viyaru  |
| 泰國     | Mukda   | Khai Muk | Phet    | Phailin |
| 提供國家 | 名稱    | 名稱     | 名稱    | 名稱    |
| 提供國家 | 第5組   | 第6組    | 第7組   | 第8組   |
| 孟加拉國 | Helen   | Chapala  | Ockhi   | Fani    |
| 印度     | Lehar   | Megh     | Sagar   | Vayu    |
| 馬爾代夫 | Madi    | Roanu    | Mekunu  | Hikaa   |
| 緬甸     | Nanauk  | Kyant    | Daye    | Kyarr   |
| 阿曼     | Hudhud  | Nada     | Luban   | Maha    |
| 巴基斯坦 | Nilofar | Vardah   | Titli   | Bulbul  |
| 斯里蘭卡 | Ashobaa | Maarutha | Gaja    | Pawan   |
| 泰國     | Komen   | Mora     | Phethai | Amphan  |

### 第二世代命名表
印度氣象局自2020年起採用新世代命名表，命名工作同樣由印度氣象局負責，名字是根據以下名單而定，不按年度劃分。不同的是，風暴名字改為由13個國家各自提交13個名稱，並以該國英文名稱按字母順序排列，名字使用順序同西北太平洋。尚未使用的名稱以灰色表示，黑體字表示該年已經使用過。
| 提供國家   | 名稱    | 名稱     | 名稱     | 名稱     | 名稱     | 名稱    | 名稱     | 名稱    | 名稱       | 名稱     | 名稱     | 名稱     | 名稱      |
| ---------- | ------- | -------- | -------- | -------- | -------- | ------- | -------- | ------- | ---------- | -------- | -------- | -------- | --------- |
| 孟加拉     | Nisarga | Biparjoy | Amab     | Upakul   | Barshon  | Rajani  | Nishith  | Urmi    | Meghala    | Samiron  | Pratikul | Sarobor  | Mahanisha |
| 印度       | Gati    | Tej      | Murasu   | Aag      | Vyom     | Jhar    | Probaho  | Neer    | Prabhanjan | Ghurni   | Ambud    | Jaladhi  | Vega      |
| 伊朗       | Nivar   | Hamoon   | Akvan    | Sepand   | Booran   | Anahita | Azar     | Pooyan  | Arsham     | Hengame  | Savas    | Tahamtan | Toofan    |
| 馬爾代夫   | Burevi  | Midhili  | Kaani    | Odi      | Kenau    | Endheri | Riyau    | Guruva  | Kurangi    | Kuredhi  | Horangu  | Thundi   | Faana     |
| 緬甸       | Tauktae | Michaung | Ngamann  | Kyarthit | Sapakyee | Wetwun  | Mwaihout | Kywe    | Pinku      | Yinkaung | Linyone  | Kyeekan  | Bautphat  |
| 阿曼       | Yaas    | Remal    | Sail     | Naseem   | Muzn     | Sadeem  | Dima     | Manjour | Rukam      | Watad    | Al-jarz  | Rabab    | Raad      |
| 巴基斯坦   | Gulab   | Asna     | Sahab    | Afshan   | Manahil  | Shujana | Parwaz   | Zannata | Sarsar     | Badban   | Sarrab   | Gulnar   | Waseq     |
| 卡塔爾     | Shaheen | Dana     | Lulu     | Mouj     | Suhail   | Sadaf   | Reem     | Rayhan  | Anbar      | Oud      | Bahar    | Seef     | Fanar     |
| 沙特阿拉伯 | Jawad   | Fengal   | Ghazeer  | Asif     | Sidrah   | Hareed  | Faid     | Kaseer  | Nakheel    | Haboob   | Bareq    | Alreem   | Wabil     |
| 斯里蘭卡   | Asani   | Shakhti  | Gigum    | Gagana   | Verambha | Garjana | Neeba    | Ninnada | Viduli     | Ogha     | Salitha  | Rivi     | Rudu      |
| 泰國       | Sitrang | Montha   | Thianyot | Bulan    | Phutala  | Aiyara  | Saming   | Kraison | Matcha     | Mahingsa | Phraewa  | Asuri    | Thara     |
| 阿聯酋     | Mandous | Senyar   | Afoor    | Nahhaam  | Quffal   | Daaman  | Deem     | Gargoor | Khubb      | Degl     | Athmad   | Boom     | Safar     |
| 也門       | Mocha   | Ditwah   | Diksam   | Sira     | Bakhur   | Ghwizy  | Hawf     | Balhaf  | Brom       | Shuqra   | Fartak   | Darsah   | Samhah    |

## 氣旋季影響
以下圖表顯示了2020年北印度洋氣旋季的所有熱帶氣旋以及它們的登陸資料(如有)。在括號內的死亡人數屬於非直接，但仍與風暴有關的死亡。所有破壞及死亡數字都包括風暴在擾動及溫帶氣旋階段時的資料。
| 風暴名稱    | 持續日期           | 最高強度     | 持續風速      | 氣壓         | 影響地區                     | 損失 （美元） | 死亡人數 | 來源  |
| ----------- | ------------------ | ------------ | ------------- | ------------ | ---------------------------- | ------------- | -------- | ----- |
| 安攀        | 5月16日－5月21日   | 超級氣旋風暴 | 每小時240公里 | 920百帕斯卡  | 斯里蘭卡、印度、孟加拉、不丹 | $137億        | 128      | [ 2 ] |
| ARB 01      | 5月29日－5月31日   | 低氣壓       | 每小時45公里  | 1000百帕斯卡 | 阿曼、葉門                   | 未知          | 3        |       |
| 尼薩爾加    | 6月1日－6月5日     | 強烈氣旋風暴 | 每小時110公里 | 984百帕斯卡  | 印度                         | $8.03億       | 6        |       |
| BOB 02      | 10月11日－10月14日 | 強低氣壓     | 每小時55公里  | 999百帕斯卡  | 印度                         | $6.81億       | 98       |       |
| ARB 03      | 10月17日－10月19日 | 低氣壓       | 每小時45公里  | 1001百帕斯卡 | 印度                         | 很小          | 0        |       |
| BOB 03      | 10月22日－10月24日 | 低氣壓       | 每小時45公里  | 1000百帕斯卡 | 很小                         | 無            | 0        |       |
| 加蒂        | 11月21日－11月24日 | 特強氣旋風暴 | 每小時140公里 | 978百帕斯卡  | 索馬利亞、也門               | $100萬        | 8        |       |
| 尼瓦爾      | 11月22日－11月27日 | 特強氣旋風暴 | 每小時120公里 | 980百帕斯卡  | 坦米爾納杜邦、斯里蘭卡       | $6億          | 14       |       |
| 布列維      | 11月30日－12月5日  | 氣旋風暴     | 每小時85公里  | 996百帕斯卡  | 斯里蘭卡                     | 未知          | 11       |       |
| 季節總結    |                    |              |               |              |                              |               |          |       |
| 9個熱帶氣旋 | 5月16日－12月5日   |              | 每小時240公里 | 920百帕斯卡  |                              | $16億         | 229      |       |

## 外部連結
- 印度氣象局（页面存档备份，存于）
- 聯合颱風警報中心（页面存档备份，存于）
- 中國國家氣象中心-北印度洋氣旋公報（页面存档备份，存于）
- 泰國地球物理暨氣象部門（页面存档备份，存于）